# Kindlers Literatur Lexikon
Kindlers Literatur Lexikon (KLL), ou Kindlers Neues Literatur Lexikon (KNLL), est le lexique littéraire le plus complet en allemand. Il s'agit d'une encyclopédie de la littérature mondiale qui décrit les œuvres de fiction et de non-fiction les plus importantes sur le plan culturel et historique dans toutes les langues littéraires.

## Kindlers Literatur Lexikon
Helmut Kindler (de) publie l'édition originale du Kindlers Literatur Lexikon de 1965 à 1972 en sept volumes par Kindler Verlag (de) basé sur le Dizionario delle opere di tutti i tempi e di tutte le letterature de Valentino Bompiani (1947-1964) et son homologue français, le Dictionnaire des œuvres. Les volumes 1 à 6, dont certains articles sont traduits de l'italien, contiennent des descriptions, de courtes interprétations et des bibliographies de 18 000 ouvrages, classés par ordre alphabétique des titres originaux. Le volume 7 comprend les ouvrages de U à Z, des essais sur 130 littératures et trois index sur les auteurs et leurs œuvres, puis sur des ouvrages collectifs anonymes et des articles collectifs et enfin sur des traductions allemandes, des titres courts et des variantes de titres. En 1974, un volume supplémentaire d'œuvres de A à Z suit. Une édition de poche est publiée par Deutscher Taschenbuch-Verlag (dtv) (de) en 1974 et 1986.

## Kindlers Neues Literatur Lexikon(2e édition)

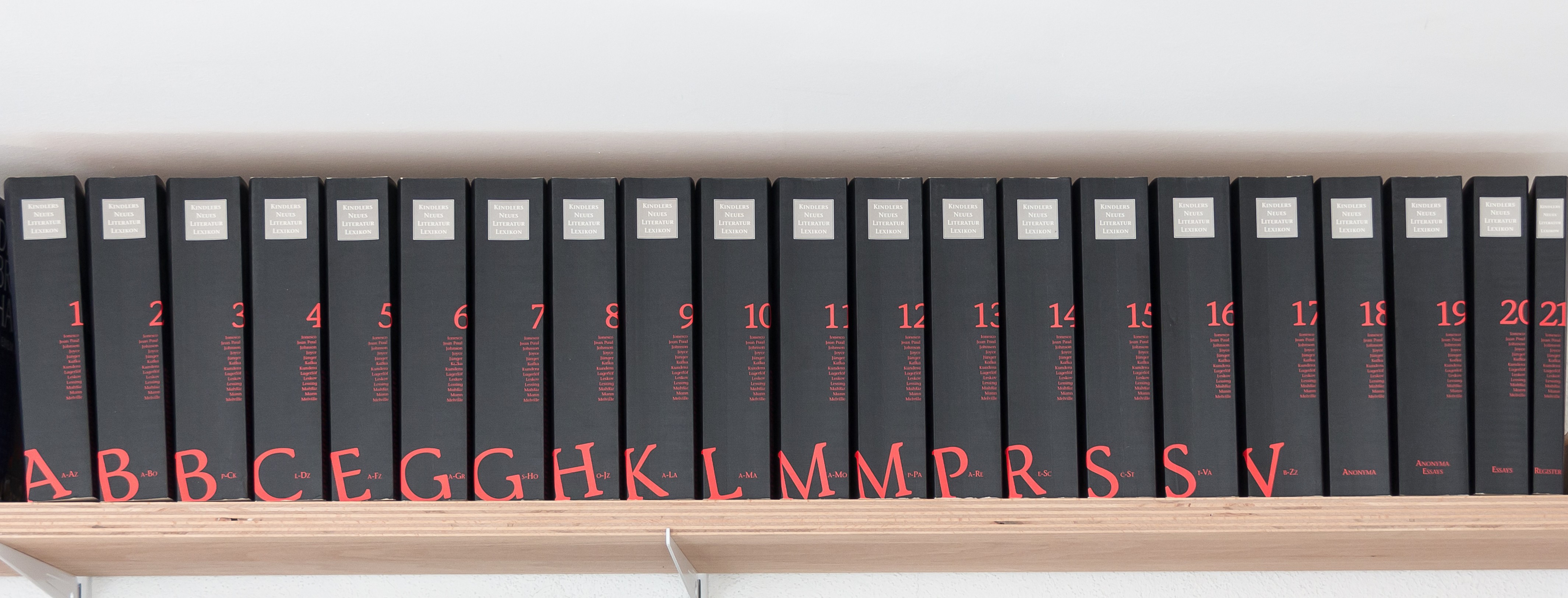
Kindlers Neues Literatur Lexikon, Volumes 1-21, édition d'étude

De 1988 à 1992, une nouvelle édition révisée et mise à jour éditée par Walter Jens est publiée sous le titre Kindlers Neues Literatur Lexikon, également par Kindler Verlag. Cette édition contient 20 volumes, dont 17 contiennent des articles sur des œuvres, deux volumes sur des œuvres anonymes et un volume sur des essais sur les littératures nationales. La caractéristique de cette édition est le nouveau tri alphabétique selon les auteurs et non selon les titres (originaux) comme auparavant. Les articles initialement tirés de Bompiani sont réécrits. Deux volumes supplémentaires suivent en 1998.
Une édition de poche est publiée en 1996, publiée sous licence par Komet-Verlagsgesellschaft. Une édition sur CD-ROM éditée par United Soft Media suit en 1999, et en 2000 une mise à jour avec les 2 volumes supplémentaires.
La deuxième édition traite de 19 304 ouvrages (dont 1 446 anonymes) de 9 072 auteurs en 171 langues (anciennes, moyennes et modernes comptées séparément), publiées entre le IIIe millénaire av. J.-C. et 1997. Le XXe siècle compte 10 086 ouvrages, le XIXe siècle 3473 ouvrages et le XVIIIe siècle 1072 ouvrages.

## Kindlers Literatur Lexikon(3e édition entièrement révisée)
La troisième édition du Kindlers Literatur Lexikon est éditée par le professeur Heinz Ludwig Arnold de JB Metzler Verlag (de) à Göttingen et est publiée le 4 septembre 2009. L'encyclopédie se compose de 17 volumes et d'un volume d'index. L'accès à une base de données en ligne via les archives Munzinger est possible.
Les articles précédents sont révisés pour cette édition. Selon l'affirmation, les quelque 13 000 œuvres sont sélectionnées pour la première fois selon des critères canoniques. Environ la moitié des articles sont entièrement réécrits, le reste édité. Pour certains auteurs, le nombre d'œuvres décrites est parfois réduit par rapport à la 2e édition, voire parfois complètement modifié. Pour certains auteurs qui sont encore représentés dans la 2e édition, comme par exemple Johannes Regiomontanus, Alfred Edmund Brehm, Rudolf Pannwitz, Adolf Portmann, Carl Friedrich v. Weizsäcker, Max Born, Hans Sedlmayr, Fritjof Capra, Stephen Hawking, Rudolf Eucken, Arnold Joseph Toynbee, Jacques Monod, André Glucksmann, Bernard-Henri Lévy, Romano Guardini, Bazon Brock, Friedrich Heer, Karl Rahner, Helmut Schelsky, Eduard Spranger ou Hans Vaihinger n'avaient plus d'article dans la nouvelle édition. Pour certaines œuvres, les articles du dictionnaire de la nouvelle édition sont nettement plus courts qu'auparavant. Par exemple, l'entrée consacrée à l'épopée de Gilgamesh, qui compte encore plus de 9300 mots dans la 2e édition, ne comprend plus qu'un peu plus de 800 mots au total dans la 3e édition. Les références bibliographiques sont réduites au minimum. D'autres particularités de la troisième édition sont l'ajout de 8000 biographies d'auteurs ainsi que l'intégration de 488 œuvres anonymes et de 151 substances qui ne sont plus regroupées dans des volumes séparés. Le classement se fait désormais selon l'ordre alphabétique des auteurs et des titres. Dans l'édition actuelle, des détails philologiques intéressants sont parfois supprimés, de sorte qu'il peut être utile de consulter également l'édition précédente.
À partir de 2004, la nouvelle édition est développée par 75 conseillers spécialisés, environ 1600 auteurs et une petite équipe éditoriale basée à Göttingen en coopération avec le JB Metzler Verlag.